# Operation Südflanke

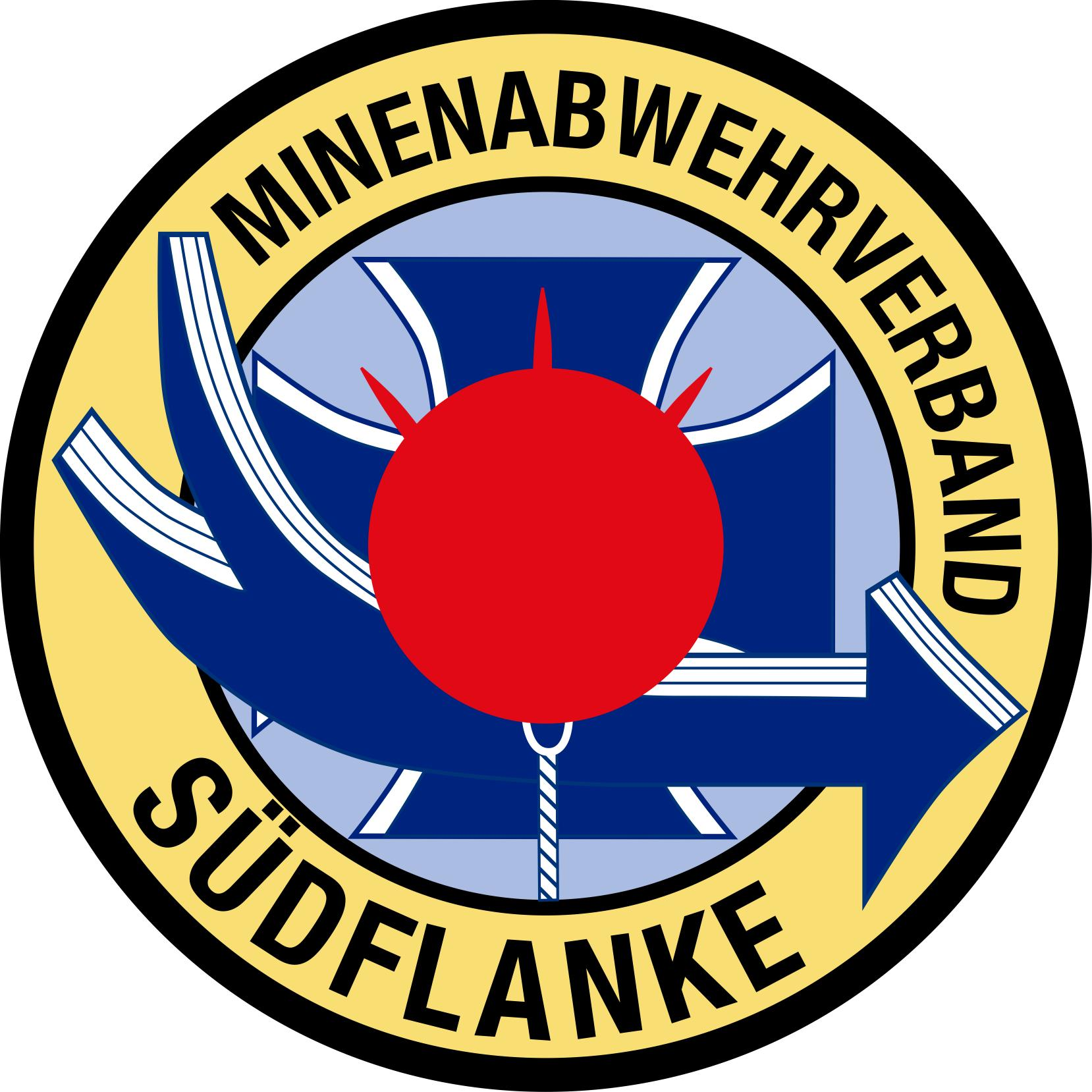
Abzeichen des Minenabwehrverbands Südflanke

Dienstflagge der Seestreitkräfte

Die Operation Südflanke war eine militärische Operation der Deutschen Marine im Zeitraum vom 16. August 1990 bis 13. September 1991. Die Operation verlief in zwei Phasen, zunächst im Mittelmeer und später im nördlichen Persischen Golf. Sie diente dazu, in der ersten Phase deutsche Bündnissolidarität während des Zweiten Golfkriegs zu demonstrieren und anschließend die Gefährdung der Schifffahrt durch Seeminen im Persischen Golf zu beseitigen.

## Hintergrund und Vorgeschichte der Operation
Nachdem der Irak am 2. August 1990 Kuwait besetzt hatte, bildete sich ein militärisches Bündnis unter US-amerikanischer Führung mit dem Ziel, Kuwait von der irakischen Besatzung zu befreien. Die Vereinten Nationen erließen mehrere Resolutionen gegen den Irak, mit denen sie ein militärisches Eingreifen dieses Bündnisses legitimierten.
Die deutsche Bundesregierung sah sich in dieser Phase direkt vor der deutschen Wiedervereinigung nicht in der Lage, diesem Bündnis beizutreten. Die Beteiligung an einem Militäreinsatz außerhalb des NATO-Gebiets galt zu dieser Zeit in weiten Teilen der Bevölkerung nicht als verfassungskonform. Erst 1994 klärte das Bundesverfassungsgericht die rechtlichen Voraussetzungen für derartige out-of-area-Einsätze. Deshalb entschloss sich die Regierung am 10. August 1990, zunächst nur einen militärischen Sicherheitsbeitrag innerhalb des NATO-Gebiets zu leisten und Minenabwehrkräfte der Bundesmarine in das Mittelmeer zu entsenden. Er galt als Solidaritätsbeitrag zu den Bemühungen der Verbündeten zur Stabilisierung der Lage am Golf. Die erste Phase des Einsatzes war von einer Diskussion über Auslandseinsätze der Bundeswehr begleitet, während derer nie sicher war, ob sich der Einsatz auf das Mittelmeer beschränken würde, oder ob und wann der Verband in die Golfregion entsandt würde.

## Führung, Organisation und Kräfte
Die Operation wurde durch das Flottenkommando in Glücksburg geführt. Die eingesetzten Kräfte wurden im Minenabwehrverband Südflanke (Task Group 501.7/TG 501.7) zusammengefasst, der einem Verbandsführer im Range eines Kapitäns zur See und Fregattenkapitäns unterstellt wurde.
| Dienstgrad       | Name                 | von … bis                   | Dienststellung                                 | Bemerkungen |
| ---------------- | -------------------- | --------------------------- | ---------------------------------------------- | --- |
| Fregattenkapitän | Wolfgang E. Nolting  | 16. Aug.–29. Nov. 1990      | Kommandeur 5. Minensuchgeschwader (Kdr 5. MSG) | später Vizeadmiral, 2006–2010 Inspekteur der Marine                                                                                         |
| Fregattenkapitän | Hans-Joachim Unbehau | 29. Nov. 1990–21. Feb. 1991 | Kdr 4. MSG                                     | |
| Kapitän zur See  | Friedrich Jacobi     | 21. Feb.–12. Jun. 1991      | Kdr Amphibische Gruppe                         | |
| Kapitän zur See  | Dieter Leder         | 21. Jun.–25. Jul. 1991      | Stv Kdr Flottille der Minenstreitkräfte        | zugleich WEU-Einsatzkoordinator, später Konteradmiral                                                                                       |
| Fregattenkapitän | Klaus-Peter Hirtz    | 25. Jul.–13. Sept. 1991     | Kdr 1. MSG                                     | zunächst ab Mai 1991 als Chef des Stabes beim Verband; später Konteradmiral, von 2007 bis 2012 Vorsitzender der Marine-Offizier-Vereinigung |

Der Verband bestand durchgehend aus fünf Minenabwehrfahrzeugen verschiedener Typen und zwei Unterstützungsschiffen, darunter einem Tender als Führungsschiff. In der zweiten Phase wurden auch Hubschrauber und Flugzeuge eingesetzt.
| Typ und Klasse                                          | Name       | Reisedauer                  | Verband                             | Bemerkungen                                                                                   |
| ------------------------------------------------------- | ---------- | --------------------------- | ----------------------------------- | --------------------------------------------------------------------------------------------- |
| Minenjagdboot Kl. 331, Lindau-Klasse                    | Koblenz    | 16. Aug. 1990–13. Sep. 1991 | 4. Minensuchgeschwader (4. MSG)     |                                                                                               |
| Minenjagdboot Kl. 331, Lindau-Klasse                    | Marburg    | 16. Aug. 1990–13. Sep. 1991 | 4. MSG                              |                                                                                               |
| Minenjagdboot Kl. 331, Lindau-Klasse                    | Wetzlar    | 16. Aug.–Nov. 1990          | 4. MSG                              | Aus technischen Gründen abgezogen                                                             |
| Schnelles Minensuchboot Kl. 343, Hameln-Klasse          | Laboe      | 16. Aug. 1990–Feb. 1991     | 5. MSG                              | Vor Golfoperation abgelöst                                                                    |
| Schnelles Minensuchboot Kl. 343, Hameln-Klasse          | Überherrn  | 16. Aug. 1990–Feb. 1991     | 5. MSG                              | Vor Golfoperation abgelöst                                                                    |
| Munitionstransporter Kl. 760, Westerwald-Klasse         | Westerwald | 16. Aug. 1990–Apr. 1991     | 1. Versorgungsgeschwader (1. VersG) |                                                                                               |
| Tender Kl. 401, Rhein-Klasse                            | Werra      | 16. Aug.–19. Dez. 1990      | 6. MSG                              | Bei Operationsbeginn bereits in der Vorbereitung zur Außerdienststellung, nach Rückkehr a. D. |
| Minenjagdboot Kl. 331, Lindau-Klasse                    | Göttingen  | 29. Okt. 1990–7. Aug. 1991  | 4. MSG                              | Ersatz für Wetzlar, Rücktransport ab 10. Jul. auf Condock                                     |
| Tender Kl. 401, Rhein-Klasse                            | Donau      | 14. Nov. 1990–13. Sep. 1991 | 2. Schnellbootgeschwader (2. SG)    | Ersatz für Werra                                                                              |
| Minensuchboot Kl. 351 (Hohlstablenkboot), Lindau-Klasse | Schleswig  | 22. Jan.–13. Sep. 1991      | 6. MSG                              | Transport der zugehörigen Hohlstäbe Typ Seehund auf Condock                                   |
| Minensuchboot Kl. 351 (Hohlstablenkboot), Lindau-Klasse | Paderborn  | 22. Jan.–13. Sep. 1991      | 6. MSG                              | Transport der zugehörigen Hohlstäbe Typ Seehund auf Condock                                   |
| Versorger Kl. 701, Lüneburg-Klasse                      | Freiburg   | 14. Mär.–13. Sep. 1991      | 2. VersG                            | Ersatz für Westerwald                                                                         |
| Minenjagdboot Kl. 331, Lindau-Klasse                    | Cuxhaven   | 14. Jun.–13. Sep. 1991      | 4. MSG                              | Ersatz für Göttingen, Hintransport auf Condock, Ankunft 8. Jul. 1991                          |

Während des Einsatzes wurden verschiedene der Einheiten ausgetauscht. Zunächst wurde die Wetzlar aus technischen Gründen durch die Göttingen abgelöst. In Vorbereitung des Minenräumeinsatzes im Persischen Golf wurden die Schnellen Minensuchboote der Hameln-Klasse durch Hohlstablenkboote mit dem Minenabwehrsystem Troika ersetzt. Die Hameln-Klasse war zwar sehr modern und für die Überwachungsaufgaben im Mittelmeer besser ausgestattet als die anderen Minenabwehrfahrzeuge aber angesichts ihrer ursprünglichen Hauptaufgabe Minenlegen nur mit einem einfachen Räumsystem ausgestattet. Außerdem wurde der zum Materialtransport eingesetzte Munitionstransporter Westerwald durch den leistungsfähigeren Versorger Freiburg ersetzt. Gegen Ende der Operation ersetzte die Cuxhaven aus technischen Gründen die Göttingen.
Die Einheiten wurden mit dem an Bord befindlichen Personal in Marsch gesetzt. Unter den 385–560 Besatzungsangehörigen befanden sich etwa 25 % Wehrpflichtige. Weder sie noch die anderen Soldaten an Bord wurden befragt, ob sie zur Teilnahme freiwillig bereit seien. Während des Einsatzes wurde das Personal alle drei Monate ausgetauscht. Erstmals erprobte die Marine dabei den Wechsel kompletter Bootsbesatzungen.

## Erste Phase – Bereitschaft im Mittelmeer

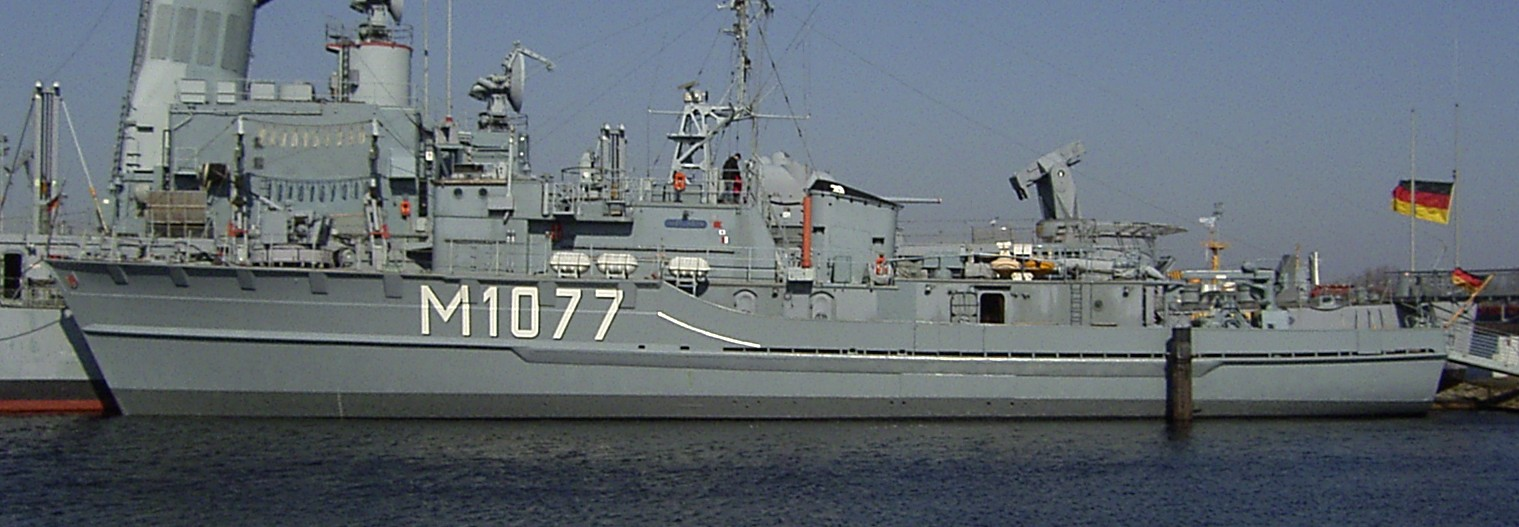
Minenjagdboot der Lindau-Klasse wie Koblenz, Marburg, Wetzlar, Göttingen und Cuxhaven

Bereits zwei Wochen nach der Besetzung Kuwaits und sechs Tage nach dem Beschluss der Regierung, lief der Verband bestehend aus dem Tender Werra, den Minenjagdbooten Koblenz, Marburg und Wetzlar und den Schnellen Minensuchbooten Laboe und Überherrn am 16. August 1990 aus Wilhelmshaven aus. Unternehmens-Bezeichnung: AAG 328/90.
Die Westerwald verließ am 16. August 1990 Kiel mit Passage durch den Nord-Ostsee-Kanal. Aufgrund eines Maschinenschadens wurde am 18. August 1990 Den Helder angelaufen und am gleichen Tag wieder verlassen. Am 20. August 1990 erreichte die Westerwald den Verband auf Position 47° 47,0’N 005° 22,3’W.

### Vorbereitung und Anmarsch
Die kurze Vorbereitungszeit von nur sechs Tagen zur Aufstellung eines solchen Verbandes einschließlich der Auswahl der beteiligten Einheiten erforderte erhebliche Anstrengungen zur Ausrüstung der Boote und Versorgungsschiffe. Auf dem Marsch ins Einsatzgebiet wurden die Häfen Den Helder (nur Westerwald), Brest (ohne Westerwald), A Coruña, Gibraltar, Cagliari und Augusta (Westerwald lag auf Reede) angelaufen. Am 3. September erreichte der Verband den ihm zugewiesenen Stützpunkt in der Souda-Bucht auf Kreta.

### Auftrag und Aktivitäten
Gemäß dem Auftrag vom 10. August hatte der Verband im östlichen Mittelmeer Präsenz zu zeigen, eine möglichst hohe Einsatzbereitschaft herzustellen und auf besonderen Befehl Minen zu räumen. Um mit dem aus Schiffen und Booten verschiedener Geschwader bestehenden Verband die geforderte Einsatzbereitschaft zu erreichen, fand ein umfangreiches Ausbildungsprogramm in See statt, in dessen Verlauf Einheiten des Verbandes die Häfen Iraklion, Rhodos, Sitia und Piräus anliefen.
Am 16. Januar 1991 begann die Luftoffensive der Alliierten gegen den Irak, am 7. Februar die Bodenoffensive. Mit Beginn dieser Kampfhandlungen in der Golfregion wurde die Bereitschaft des Verbandes erhöht, weil die Verbandsführung in Übereinstimmung mit den griechischen Behörden von einer zunehmenden Terrorgefahr ausging. Zeitweise wurde die Wache auf 70 % der Besatzungsstärke erhöht. Unterstellung ab 23. Januar 1991: COMNAVSOUTH.

### Sonstige Aktivitäten der deutschen Marine im Mittelmeer

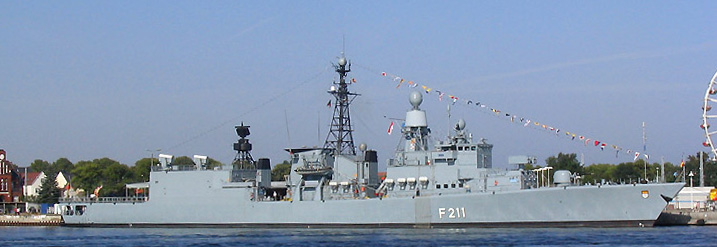
Fregatte Köln, Flaggschiff des deutschen Zerstörer- und Fregattenverbandes

Um die Präsenz von NATO-Kräften im Mittelmeer zu verstärken, entsandte die Marine am 21. Januar 1991 einen aus je zwei Zerstörern (Schleswig-Holstein, Mölders), Fregatten (Köln, Augsburg) und Versorgungsschiffen (Glücksburg, Eifel) bestehenden Verband unter Führung des Kommandeurs der Zerstörerflottille, Flottillenadmiral Klaus-Dieter Laudien ins Mittelmeer, der nach Beendigung der Kampfhandlungen Mitte März nach Deutschland zurückkehrte. Der Verband hatte einen Ausbildungs- und Aufklärungsauftrag, bei dem es auch darum ging, während des Golfkonflikts ein Signal der NATO an die nordafrikanischen Staaten zu senden.
Zusammen mit den Minenabwehrverband Südflanke und den deutschen Schiffen und Booten in den ständigen Einsatzverbänden der NATO befanden sich im März 1991 17 Schiffe und Boote, drei Seefernaufklärer Breguet Atlantic, mehrere Bordhubschrauber und etwa 2200 Soldaten der Bundesmarine im Mittelmeer. Hinzu kamen zeitweise einige Boote während der gegenseitigen Ablösung.

## Zweite Phase – Minenräumen im Persischen Golf

### Verlegung ins Einsatzgebiet

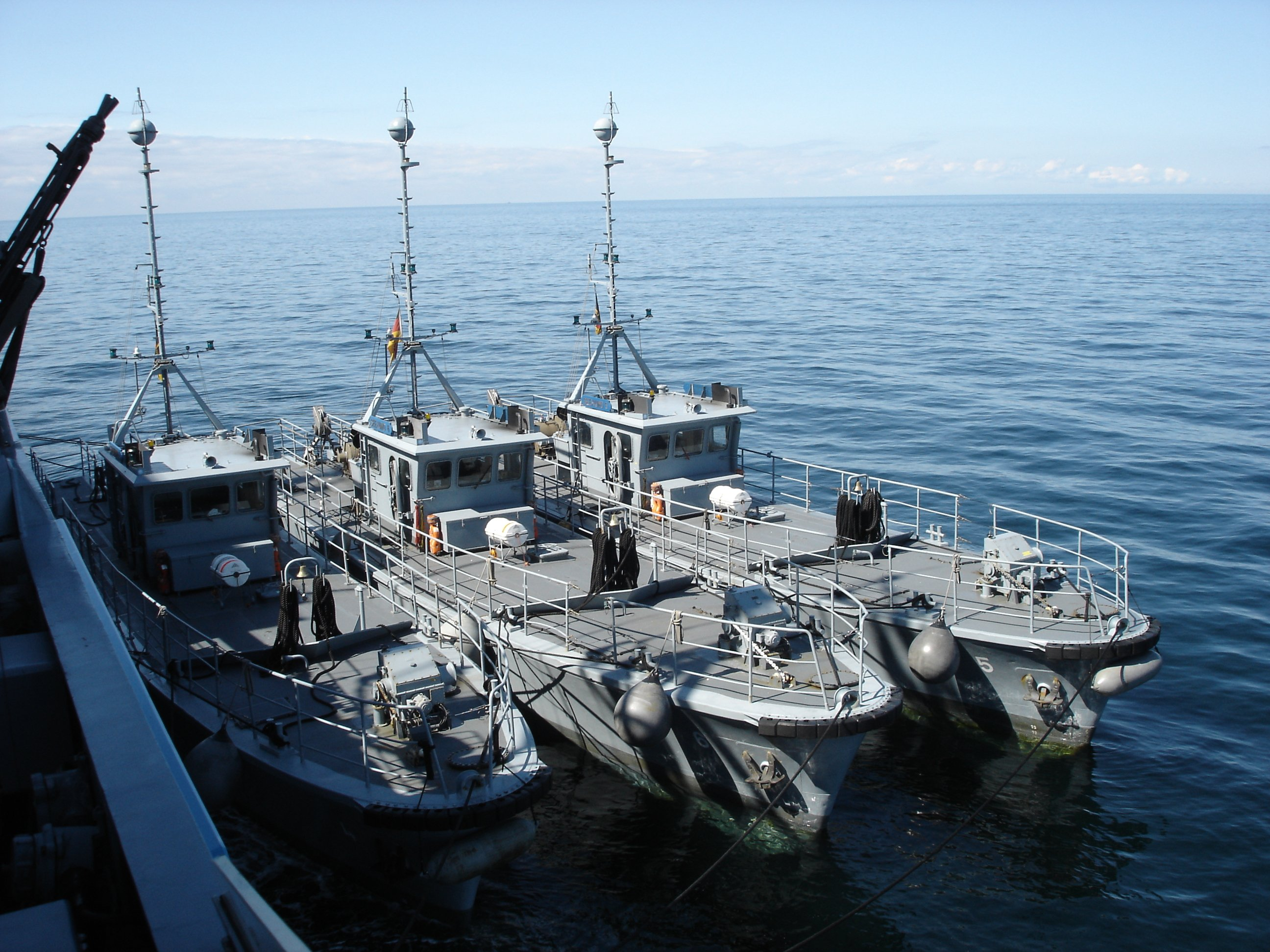
Minenjagddrohnen vom Typ Seehund

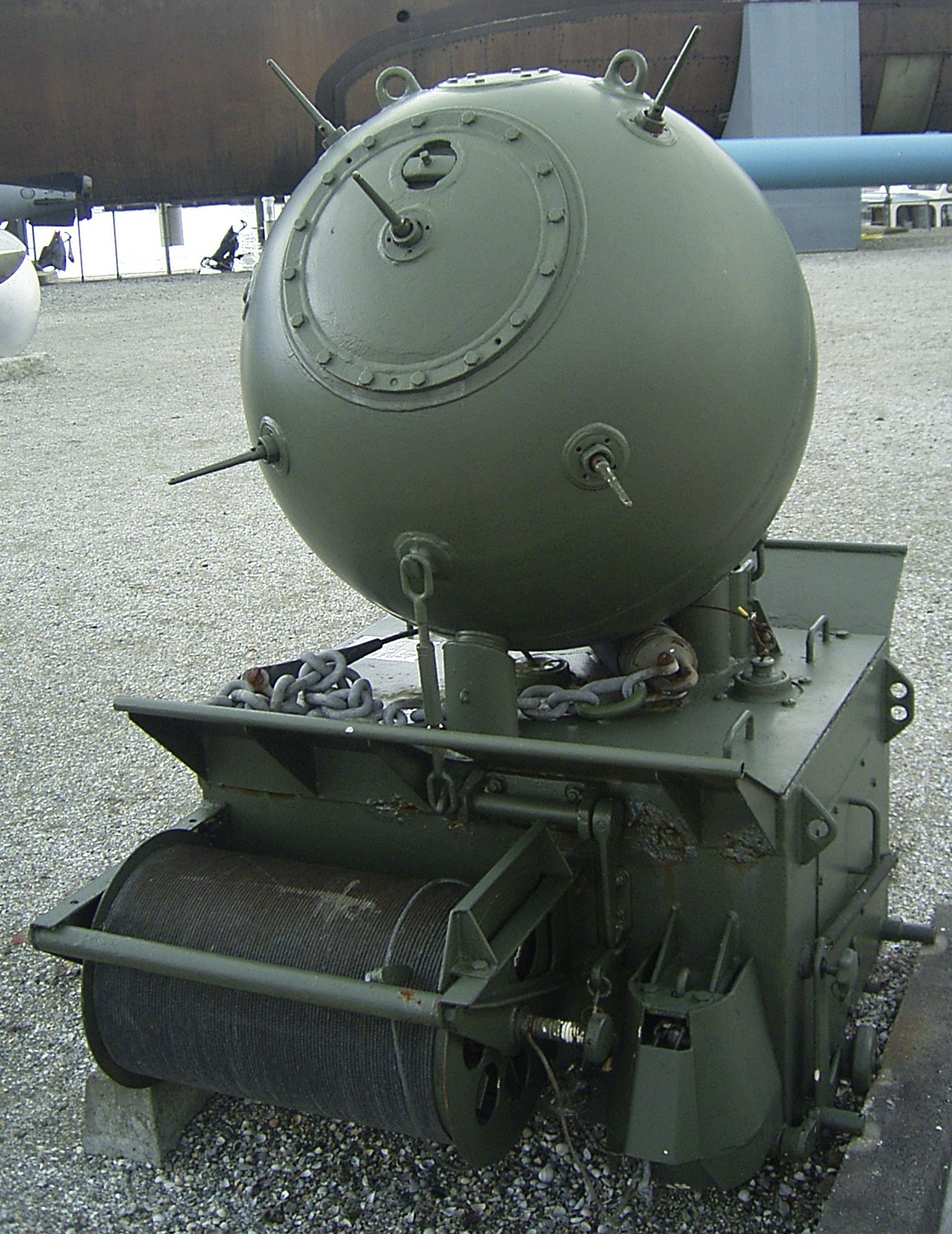
Ankertaumine, hier ein deutsches Modell

Nach Ende der Kampfhandlungen im Irak am 28. Februar 1991 baten die USA Deutschland um Unterstützung beim Räumen der umfangreichen irakischen Minenfelder im Persischen Golf. Am 6. März 1991 beschloss die Bundesregierung, den Minenabwehrverband Südflanke für diese Aufgabe einzusetzen. Die Operation wurde unter der nationalen Bezeichnung „Reinschiff“ als humanitäre Hilfeleistung für das gerade von irakischer Besatzung befreite Kuwait deklariert. Als Abstützpunkt wurde Manama in Bahrein ausgewählt. Nach dem Einsatzbefehl des Flottenkommandos vom 9. März begann am 11. März die Verlegung der Boote in zwei Gruppen von Kreta nach Manama, wo sie am 4. und 19. April eintrafen. Die sechs Minenabwehrdrohnen vom Typ Seehund wurden mit einem zivilen Dockschiff vom Typ Condock transportiert und trafen am 21. April in Manama ein. Ebenfalls im Seetransport trafen drei Hubschrauber Mk 41 SeaKing des Marinefliegergeschwaders 5 (MFG 5) am 24. April in Manama ein. Zwei Ölüberwachungsflugzeuge Do-28 D2 OU Skyservant des MFG 5 flogen von Kiel-Holtenau mit mehreren Zwischenstopps nach Bahrein und landeten dort am 27. April.

### Bedrohung im Räumgebiet

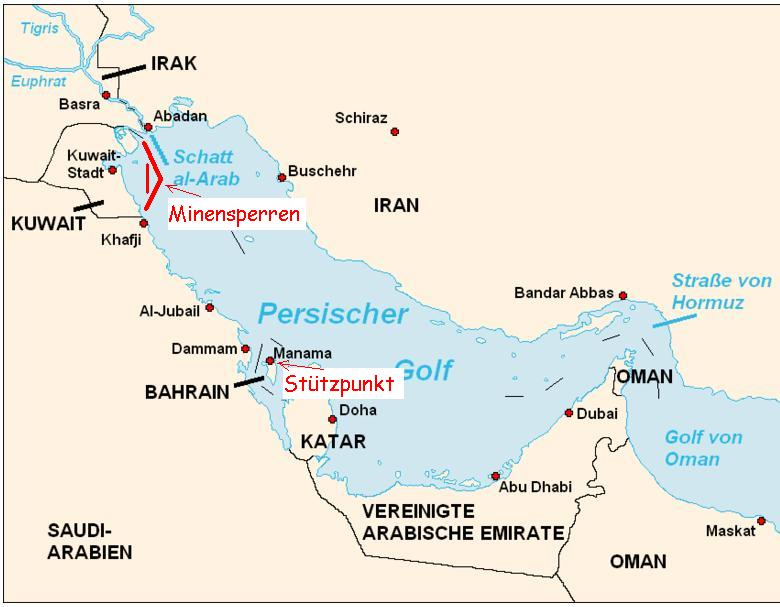
Einsatzgebiet nördlicher Persischer Golf

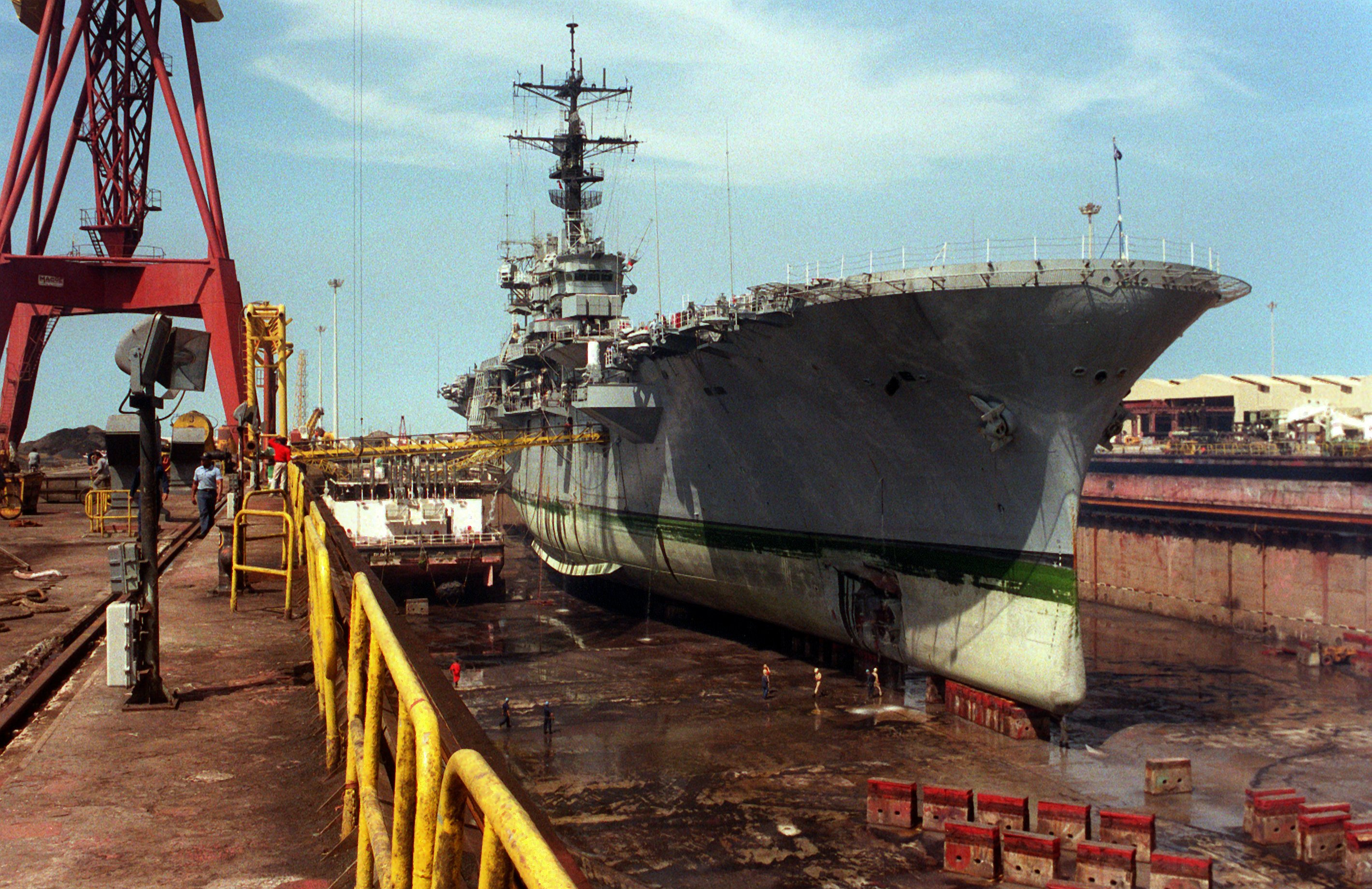
Schäden am Rumpf der Tripoli durch die Minenexplosion

Etwa 40–50 sm vor der Küste Kuwaits hatten die irakischen Seestreitkräfte einen etwa 80 sm langen und 5–6 sm breiten Minenstreifen verlegt, ein weiterer, schmalerer Streifen lag dahinter. Dafür wurden hauptsächlich Ankertauminen verwandt, allerdings kamen auch Grundminen zum Einsatz, darunter moderne Mantaminen italienischer Bauart, von denen 52 geräumt wurden. Außerdem wurden Treibminen festgestellt. Die Größe des Räumgebiets betrug etwa 1000 sm² (ca. 3500 km²), in dem nach irakischen Angaben 1157 Minen verlegt waren. Die Gesamtzahl der festgestellten Minen betrug nach US-Angaben 1275.
Beim Eintreffen des Verbandes im Persischen Golf waren die Kampfhandlungen beendet. Die Gefahr durch Seeminen bestand fort, obwohl die bei Ende der Kampfhandlungen anwesenden Minenabwehrkräfte anhand der vom Irak übergebenen Unterlagen bereits etwa zwei Drittel der Minen geräumt hatten, als die deutschen Kräfte eintrafen. Insgesamt kam es im Rahmen des Zweiten Golfkriegs am 18. Februar 1991 zu zwei Minentreffern, die den Hubschrauberträger Zripoli und den Kreuzer Princeton erheblich beschädigten.

### Verlauf der Räumoperation

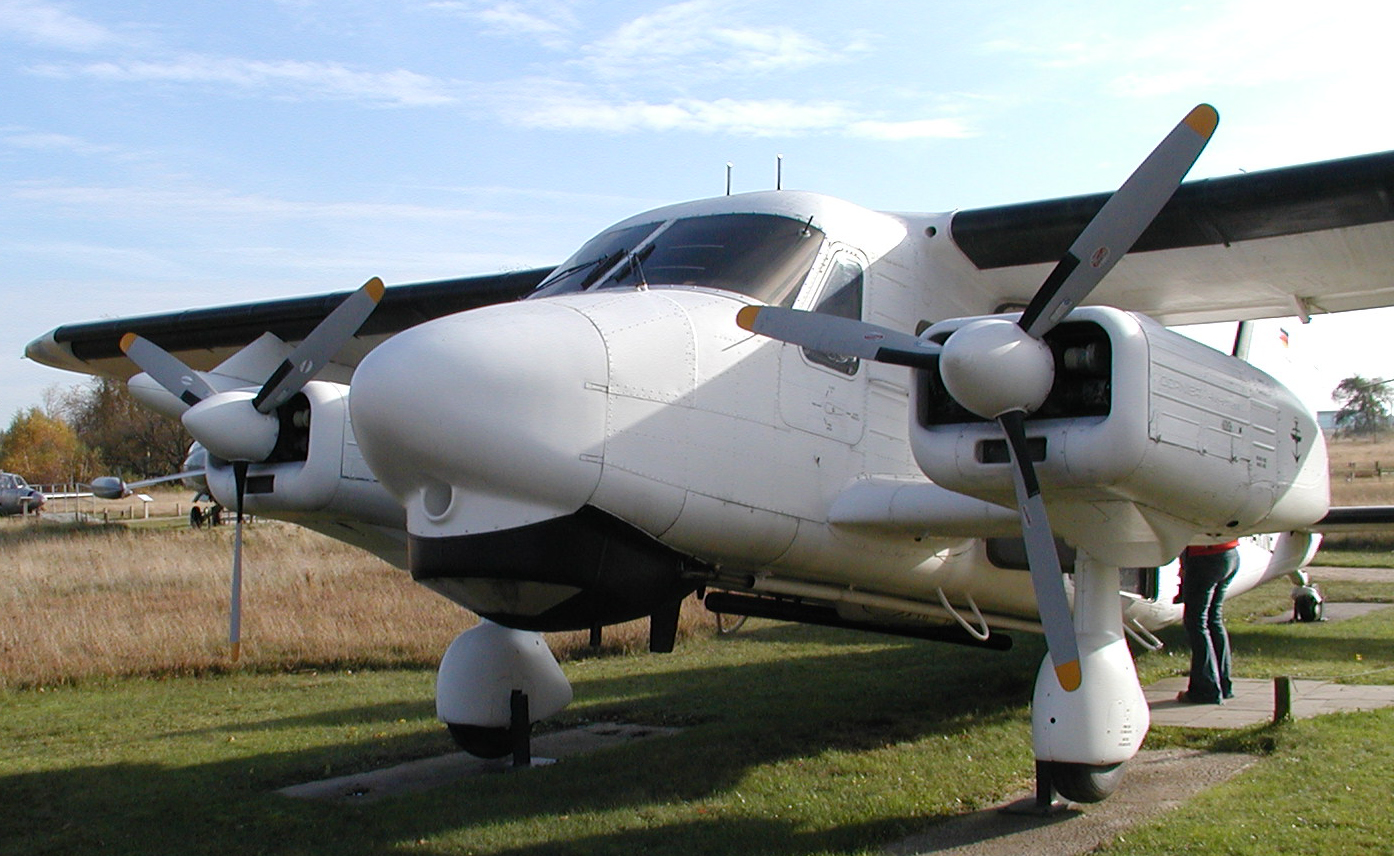
Do-28 mit Ortungsausstattung zur Feststellung von Ölverschmutzungen

Die Minenräumarbeiten verschiedener europäischer Marinen wurden im Auftrag der WEU zunächst durch einen Vertreter des französischen Seebefehlshabers im Indischen Ozean koordiniert, wobei die Einheiten stets unter nationaler Führung verblieben. Als Deutschland am 1. Juli 1991 die WEU-Präsidentschaft von Frankreich übernommen hatte, ging diese Aufgabe auf den deutschen Verbandsführer über. Zu der Koordinierungsaufgabe gehörte auch die Absprache mit den Räumkräften der USA, Japans und Saudi-Arabiens.
Seitens der Verbündeten wurden etwa 40 Minenabwehrfahrzeuge eingesetzt, die meisten davon waren Minenjagdboote. Die Fahrzeuge sollten jeweils nach zehn bis zwölf Tagen im Einsatz fünf bis sieben Tage zur Ruhe- und Instandsetzungsphase im Hafen liegen.
| Belgien                                          | Niederlande                               | Italien                                                       | Deutschland | Großbritannien | Frankreich                                                                                |
| ------------------------------------------------ | ----------------------------------------- | ------------------------------------------------------------- | --- | --- | ----------------------------------------------------------------------------------------- |
| ACM Zinnia, MHC Dianthus, MHC Iris, MHC Myosotis | MHC Harlingen, MHC Haarlem, MHC Zierikzee | FFG Maestrale, AF Tremiti, MHC Sapri, MHC Milazzo, MHC Vieste | ACM Donau, AFS Freiburg, MSCD Paderborn, MSCD Schleswig, MHC Göttingen, MHC Koblenz, MHC Marburg, MHC Cuxhaven, 3 SeaKing Mk 41 | ACM Herald, ACM Hecla, LST Sir Galahad, MSHC Brecon, MSHC Brocklesby, MSHC Bicester, MSHC Hurworth, MSHC Atherstone, MSHC Cattistock, MSHC Ledbury, MSHC Dulverton, 2 SeaKing 5 | ACM Loire, MHC Sagittaire, MHC Orion, MHC L'Aigle, MHC Pegase, MCP Pluton, MHSH Cassiopee |

| USA | Japan                                                                                 | Saudi-Arabien                                          |
| --- | ------------------------------------------------------------------------------------- | ------------------------------------------------------ |
| LPH Tripoli, MSO Adroit, MSO Leader, MSO Impervious, MCM Avenger, MCM Guardian, verschiedene Minenabwehrhubschrauber | MST Hayase, MHSC Yurishima, MHSC Hikoshima, MHSC Awashima, MHSC Sakushima, AOE Tokiwa | MSC Addriyah, MSC Al Quysuha, MSC Al Wadeea, MSC Safua |

(Abkürzungen: ACM/MST: Minenabwehrführungsfahrzeug, AF/AFS: Versorgungs- oder Werkstattschiff, FFG: Fregatte, LST: Landungsschiff, LPH: Hubschrauberträger, MCM/MCP/MHC/MHSC/MHSH/MSCD/MSC/MSO: verschiedene Typen von Minenabwehrfahrzeugen)
Die deutsche Räumtätigkeit begann mit dem Auslaufen der Göttingen zum ersten Einsatz am 10. April. Bereits am 14. April, zwei Tage nach Eintreffen im Räumgebiet, konnte sie den ersten Räumerfolg melden. Am 25. April konnte die deutsche Räumgruppe erstmals geschlossen eingesetzt werden. Insgesamt wurden von den Verbündeten bis zum 20. Juli 1991 über 1200 Minen unschädlich gemacht, eine höhere Zahl als der Irak nach Kriegsende gemeldet hatte. Der deutsche Verband hat davon über 100 Minen geräumt.

### Einsatz der Marineflieger
Die Flugzeuge und Hubschrauber des Marinefliegergeschwaders 5 aus Kiel wurden auf dem internationalen Flughafen von Manama stationiert und von einem abgestellten Kommando des Geschwaders betrieben.
Die beiden Do-28-Ölüberwachungsflugzeuge hatten die Aufgabe, Ölverschmutzungen festzustellen, die aus der Zerstörung von Förderanlagen während des Golfkriegs resultierten. Zu ihrer Bekämpfung hatte die Bundesregierung das Mehrzweckschiff Mellum entsandt,  das entsprechend den Ergebnissen der Luftaufklärung eingesetzt werden sollte. Nachdem sich gezeigt hatte, dass sich die Ölteppiche schneller als erwartet aufgelöst hatten, wurden die Mellum und die Flugzeuge bereits Anfang Mai nach Deutschland zurückbeordert.

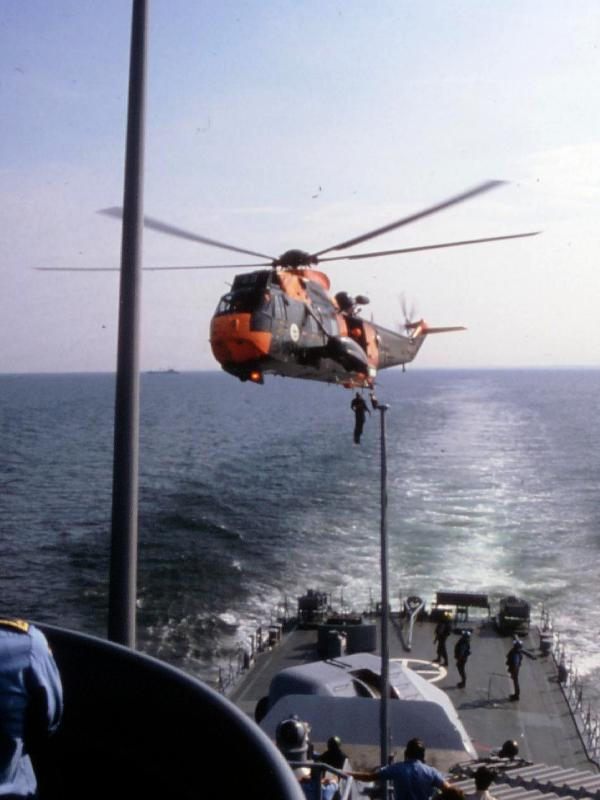
SeaKing bei der Aufnahme einer Person über dem Deck eines Kriegsschiffs

Die Hubschrauber SeaKing wurden zur Suche nach Treibminen und für Transporte zwischen Manama und den Einheiten in See eingesetzt.

### Einsatzbedingungen

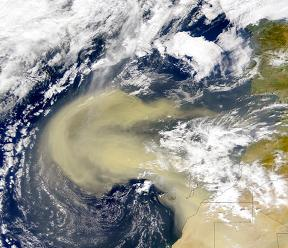
Sandsturm über See

Als ungünstig erwies sich die große Entfernung von 260 sm zwischen Manama und dem Räumgebiet vor Kuwait. Auch hatten die für den Einsatz in Nordeuropa konzipierten Boote technische Schwierigkeiten mit den hohen Temperaturen von über 45° C und der hohen Luftfeuchtigkeit von 85 bis 90 % im Sommer. Hinzu kam die Verschmutzung der Luft als Folge brennender Ölfelder und durch Wüstenstaub und Sandstürme, die besonders den Hubschraubern zu schaffen machten.

### Beendigung der Operation
Der Rückmarsch des Verbandes begann am 25. Juli. Auf dem 7300 sm langen Heimweg wurden Maskat, Salala, Dschibuti, Dschidda, Sues, Port Said, Souda, Palma de Mallorca, Lissabon und Brest angelaufen. Am 13. September lief der Verband in Wilhelmshaven ein und beendete damit die „Operation Südflanke“.

## Bilanz
Wenn auch als humanitäre Hilfe deklariert, ist die Operation Südflanke als der erste Auslandseinsatz der Bundeswehr unter Bedrohung zu betrachten.
Die Marine konnte mit diesem Einsatz frühzeitig Erfahrungen sammeln, die sich bei den nächsten Einsätzen wie der Operation Maritime Monitor und der Operation Southern Cross bewähren sollten. Es zeigte sich, dass auch mit relativ alten aber modernisierten Booten Erfolge zu erzielen waren. Das Fernräumsystem Troika bewährte sich zum Beispiel gegen die modernen Mantaminen, die für Minenjagdboote kaum zu räumen waren.
Für den Einsatz sind Kosten für zusätzliche Materialerhaltung, Betriebsstoffe, Transporte, Hafengebühren und sonstige betriebliche Leistungen in Höhe von etwa 27 Mio. DM entstanden. Darin sind keine Kosten für Lufttransporte mit Flugzeugen der Luftwaffe enthalten.
Für die Marburg und die Koblenz kamen insgesamt 392 Seetage und ca. 27.000 Seemeilen zusammen. Insgesamt kamen im Minenabwehrverband 2670 Soldaten zum Einsatz, davon 730 Wehrpflichtige.